# 李军 (1968年)
李军（1968年6月—），男，汉族，中国共产党党员，中国人民解放军少将，曾任中共天津市委常委、天津警备区政治委员。
2015年至2017年，任中国人民解放军陆军第十二集团军政治部主任。2017年7月，晋升中国人民解放军少将军衔。2018年2月，升任新组建的中国人民解放军陆军第七十一集团军副政治委员。2018年6月，升任中国人民解放军天津警备区政治委员、党委书记。同年12月，任中国共产党天津市委员会委员、常务委员。2024年1月起出任廣東省政協委員、廣東省军區政委。